# Banda Metro
Banda Metro fue una agrupación de rock y new wave, originaria de Santiago de Chile, formada en el año 1981. Es considerada como la primera banda chilena de new wave, y cuya influencia estaba fuertemente inspirada en el grupo británico The Police. 
La Banda Metro estuvo compuesta por John Bidwell en voz, Eric Franklin en batería, Roberto Lizarzaburu en guitarra y Pepe Aranda en bajo. A excepción del baterista, quien había sido integrante de Los Mac's entre 1966 y 1970, todos los integrantes de Banda Metro provenían de la última formación del grupo Miel, liderado por Juan Carlos Duque durante los años 1970. Eso hizo que su presencia dentro del llamado boom pop de la década de los ochenta en Chile, fuese peculiar: sus integrantes eran músicos con oficio y de mayor altura musical que varios de los jóvenes debutantes del movimiento. Sin embargo, su legado quedó sintetizado tan solo en un disco y en dos recordadas composiciones: «En el metro» y «La ciudad».

## Historia
En el año 1980, el cantautor Juan Carlos Duque decidió seguir una carrera solista y abandonó la agrupación Miel, el grupo que lo había ocupado durante gran parte de la década de los setenta. John Bidwell, proveniente de un grupo llamado Disco Boogie, fue el vocalista que tomó su lugar. Pero al poco andar el grupo decide rearticularse y asociar el trabajo de Bidwell, Roberto Lizarzaburu, Pepe Aranda y Eric Franklin (antiguo baterista de los pioneros Los Mac's y recién llegado de Estados Unidos) en una propuesta nueva, influenciada sobre todo por el entonces ya dicho trío de reggae y rock The Police (esta comparación terminaría por disolver a la agrupación).
Su casete demo (que luego sería editado en formato de disco de vinilo) «Banda Metro», editado en 1984, fue la primera publicación de la generación de bandas que más tarde la prensa asociaría como parte de un nuevo boom pop chileno. La canción «En el metro», ayudó a ubicarlos en las radios y también sostener varias giras del grupo a regiones de su país como también incluso en Perú. El grupo fue presencia frecuente en televisión y ocupó escenarios considerables, como el Teatro Caupolicán de Santiago y el Court Central del Estadio Nacional. La pista de su discografía es confusa. Su primer LP titulado «Banda Metro», fue grabado para Sonotec, el sello del cantante Antonio Zabaleta, pero permaneció guardado por dos años en bodegas sin ser editado. Recién cuando el grupo firmó un contrato con RCA Víctor y logró publicar su disco «Banda Metro» (1984) —con producción de Jaime Román—, Sonotec editó el álbum pendiente. Entre ambos discos hay canciones que se repiten, pero el sonido del disco oficial, el grabado para RCA, fue el más pesado y actualizado para la época. Entre las curiosidades está su cover «Pobrecito mortal» de Florcita Motuda.
Después de alcanzar difusión con temas como «Santina», «En el metro» y «La ciudad», se presentaron en la versión local del festival OTI. Banda Metro se desintegró en el año 1986, tras una accidentada gira autofinanciada por Perú, donde alguno de sus temas sonaban en las radios, desavenencias internas terminaron con la banda en medio del tour. Más tarde, en el libro Las voces de los '80, Bidwell recordaría:

«Teníamos que trabajar mucho para imponer nuestro estilo. Fue una época bastante "romántica", donde todo lo que hacíamos era a pulso y no había productoras. De todas maneras, en general, fue un tiempo bonito, de pioneros.»

El bajista Pepe Aranda formaría más tarde el grupo Pepe Aranda & los Rockmánticos, a tono con el movimiento pop que se impuso a fines de los años ochenta. Banda Metro se reunió brevemente al participar en el festival del recuerdo «Las Voces de los '80» el 29 de junio de 2013, que nace luego del libro del mismo nombre del periodista Emiliano Aguayo, pues se trata de una investigación que pone en primer plano nuevamente a 21 proyectos destacados del pop-rock de la década de los '80 en Chile.

## Discografía

### Banda Metro (1984)
| N.º | Título                      | Duración |  |
| 1.  | «El ermitaño»               | 3:33     |  |
| 2.  | «En el metro»               | 3:22     |  |
| 3.  | «Pienso en ti»              | 3:10     |  |
| 4.  | «Santina»                   | 3:42     |  |
| 5.  | «Súper actor»               | 4:17     |  |
| 6.  | «No a la 3a guerra mundial» | --:--    |  |
| 7.  | «La ciudad»                 | 4:58     |  |
| 8.  | «Se mujer»                  | 4:17     |  |
| 9.  | «Fiesta»                    | --:--    |  |

### Rock total (1984)
| N.º | Título             | Duración |  |
| 1.  | «Locura total»     | 4:43     |  |
| 2.  | «Se mujer»         | 4:17     |  |
| 3.  | «Pistolero»        | 4:57     |  |
| 4.  | «El ermitaño»      | 3:33     |  |
| 5.  | «Andrea»           | 4:26     |  |
| 6.  | «Lo sobrenatural»  | 4:00     |  |
| 7.  | «Pobrecito mortal» | 3:10     |  |
| 8.  | «Santina»          | 3:42     |  |
| 9.  | «La ciudad»        | 4:58     |  |
| 10. | «En el metro»      | 3:22     |  |